# Stena Line Holland
Stena Line Holland ist eine Tochtergesellschaft der Stena Line. Sie betreibt mit zwei RoRo-Fährschiffen die Route zwischen Hoek van Holland und Harwich sowie mit jeweils zwei RoPax-Schiffen die Routen zwischen Hoek van Holland und Killingholme sowie Rotterdam und Harwich. Der Hauptsitz befindet sich in Hoek van Holland.

## Geschichte
Das Unternehmen wurde 1990 gegründet, nachdem Stena Line die Unternehmen Stoomvaart Maatschappij Zeeland und Sea Containers, die unter dem Namen Sealink gemeinsam den Fährverkehr zwischen Hoek van Holland und Harwich betrieben hatten, übernommen hatte. Vor 1990 betrieben die  Eisenbahngesellschaft der Ostküste von England und die niederländische Reederei Stoomvaart Maatschappij Zeeland die Linie.

## Schiffe
Schiffe, die von Stena Line eingesetzt wurden:
| Name             | Erste Überfahrt  | außer Betrieb    | Vermessung | Status                                                                       |
| ---------------- | ---------------- | ---------------- | ---------- | ---------------------------------------------------------------------------- |
| Stena Britannica | 1967             | 1969             |            | 2001 verschrottet                                                            |
| Stena Britannica | 19. Juni 1991    | 3. März 1994     | 25.905     | Neuer Name Stena Saga, seit 2020 Saga                                        |
| Stena Seatrader  | 2. Mai 1990      | März 2001        | 17.991     | Verkauft an Ventouris Ferries, neuer Name: Seatrader                         |
| Stena Europe     | 4. März 1994     | 1. Juni 1997     | 14.378     | Neue Route Fishguard - Rosslare                                              |
| Stena Searider   | 2. Mai 1997      | Oktober 2000     | 21.019     | Neue Route Frederikshavn - Göteborg als Stena Scanrail                       |
| Stena Discovery  | 2. Juni 1997     | 8. Januar 2007   | 19.638     | nach Venezuela verkauft                                                      |
| Rosebay          | 8. Juni 1998     | 3. Oktober 2000  | 5.631      | Verkauft an Eckerö Line, neuer Name: Translandia, 2014 in Alang verschrottet |
| Stena Britannica | 12. Oktober 2000 | 25. Februar 2003 | 29.841     | Heute als Finnfellow bei Finnlines                                           |
| Stena Hollandica | 9. März 2001     | 8. Mai 2010      | 29.841     | 2007 verlängert. Neue Vermessung 44.237 BRZ                                  |
| Stena Britannica | 25. Februar 2003 | 8. Oktober 2010  | 43.487     | 2007 verlängert. Neue Vermessung 55.050 BRZ                                  |
| Stena Hollandica | 16. Mai 2010     |                  | 64.039     | so in Fahrt                                                                  |
| Stena Britannica | 9. Oktober 2010  |                  | 64.039     | so in Fahrt                                                                  |